# Julien Tomasi
Julien Tomasi ist ein französischer Straßenradrennfahrer.
Julien Tomasi startete 2007 mit der Auswahl der französischen Region Elsass bei der Tour du Faso in Burkina Faso. Er gewann dort die dritte Etappe in Kaya und die neunte Etappe in Zorgho. Beim zehnten Teilstück belegte er den zweiten Platz hinter dem Belgier Lionel Syne. In der Saison 2009 wurde Tomasi bei der Tour du Faso zweimal Tageszweiter hinter Syne und er gewann die achte Etappe nach Tenkodogo.

## Erfolge
2007
- zwei Etappen Tour du Faso

2009
- eine Etappe Tour du Faso

2011
- eine Etappe Tour du Faso

## Teams
- 2014 VC Unité Schwenheim
- 2015 VC Unité Schwenheim